# Meinhart H. Zenk
Meinhart Hans Zenk (* 4. Februar 1933 in Donauwörth; † 5. Juli 2011 in St. Louis) war ein deutscher Chemiker und Biologe. Er war unter anderem ordentlicher Professor für Pflanzenphysiologie in München und für Pharmazeutische Biologie in Bochum.

## Leben
Zenk studierte Chemie in Erlangen und Biologie in München. Er wechselte in die USA und erwarb 1958 einen Master-Titel für Pflanzenphysiologie an der Purdue University in Lafayette (Indiana/USA). 1959 wurde er an der LMU München über die Chemie der Indolessigsäure, eines Pflanzenhormons, zum Dr. rer. nat. promoviert. Zenk blieb an der LMU München, wo er sich 1963 habilitierte und Privatdozent wurde. 1968 wurde er ordentlicher Professor auf dem neuen Lehrstuhl für Pflanzenphysiologie an der Ruhr-Universität Bochum. Ab 1977 war er Mitglied des Senats der Deutschen Forschungsgemeinschaft. Von 1980 bis 1999 war Zenk Professor für Pharmazeutische Biologie an der LMU München. 1999 wurde er Honorarprofessor an der Martin-Luther-Universität Halle-Wittenberg. 2006 ging er in die USA, wo er in St. Louis Mitglied und Principal Investigator am „Donald Danforth Plant Science Center“ wurde.
Er erforschte ein breites Spektrum an Themen aus der Pflanzenphysiologie: er arbeitete über die Biosynthese von Farbstoffen und Terpenen in Pflanzen, über Phytohormone und sogenannte Phytochelatine, Substanzen, die Schwermetalle binden und Pflanzen so entgiften. Im Mittelpunkt seiner Forschungen stand die Biosynthese von Alkaloiden und in den letzten Jahren seines Wirkens die Bildung von Morphin in Säugetieren und im menschlichen Organismus. Er war Autor von über 400 wissenschaftlichen Publikationen, die in renommierten Zeitschriften erschienen. Ab 1975 war Zenk Mitglied der Rheinisch-Westfälischen Akademie der Wissenschaften in Düsseldorf, seit 1984 gewähltes Mitglied der Gelehrtenakademie Leopoldina in Halle, seit 1989 der Academia Europaea, seit 1992 der National Academy of Sciences und seit 2000 korrespondierendes Mitglied der Bayerischen Akademie der Wissenschaften. 2005 wurde er auswärtiges Mitglied der Académie des sciences. Der Ukrainischen Akademie der Wissenschaften gehörte er ebenfalls als auswärtiges Mitglied an.
Meinhart Zenk war verheiratet mit der promovierten Gisela Zenk, geborene Müller.

## Ehrungen
- Verdienstorden der Bundesrepublik Deutschland
- Bayerischer Maximiliansorden für Wissenschaft und Kunst
- Kurt-Mothes-Medaille der Leopoldina
- Liebig-Denkmünze der Gesellschaft Deutscher Chemiker
- Carl-Mannich-Medaille der  Deutschen Pharmazeutischen Gesellschaft
- Phytochemical Pioneer Award der PSNA
- Ehrendoktorwürde der Purdue University (1991),
- Ehrendoktorwürde der Technischen Universität Braunschweig (1997)
- Ehrendoktorwürde der Shanghai University of Chinese Medicine (2003)